# Lijst van rijksmonumenten in Hoevelaken
De plaats Hoevelaken telt 11 inschrijvingen in het rijksmonumentenregister.
| Object | Oorspronkelijke functie?  | Bouwjaar                             | Architect                     | Locatie                  | Coördinaten?                  | Nr.?   | Afbeelding                                               |
| --- | ------------------------- | ------------------------------------ | ----------------------------- | ------------------------ | ----------------------------- | ------ | -------------------------------------------------------- |
| Gepleisterde boerderij onder rieten wolfdak, woonhuis en deel naast elkaar parallel aan de Dorpsstraat gelegen. Vensters met luiken en zesruitsramen. Gepotdekselde delen tegen de deelgevel. Oude roedenberg | Boerderij                 | mogelijk 18e eeuw                    |                               | Oosterdorpsstraat 25     | 52° 10' 35" NB, 5° 27' 42" OL | 22197  | Meer afbeeldingen                                        |
| Toren Hervormde Kerk | Kerk en kerkonderdeel     | 15e of 16e eeuw 19e eeuw (gewijzigd) |                               | Westerdorpsstraat 67     | 52° 10' 27" NB, 5° 26' 55" OL | 22198  | Meer afbeeldingen                                        |
| Twee hardstenen hekpijlers met Lodewijk XIV ornament en opschrift:"Weldam en Wel" | Erfscheiding              |                                      |                               | Weldammerlaan bij 9      | 52° 11' 35" NB, 5° 26' 53" OL | 22199  | Meer afbeeldingen                                        |
| Schaapskooi | Boerderij                 | waarschijnlijk ca. 1800              |                               | Oosterdorpsstraat 150    | 52° 10' 31" NB, 5° 28' 27" OL | 22200  | Meer afbeeldingen                                        |
| Huis te Hoevelaken: huis | Kasteel, buitenplaats     | 1925                                 | M.A. en J. van Van Nieukerken | Westerdorpsstraat 68     | 52° 10' 32" NB, 5° 26' 39" OL | 512145 | Meer afbeeldingen                                        |
| Huis te Hoevelaken: historische tuin- en parkaanleg | Tuin, park en plantsoen   | 1730                                 | P.H. Wattez                   | Westerdorpsstraat bij 68 | 52° 10' 33" NB, 5° 26' 39" OL | 512147 | Huis te Hoevelaken: historische tuin- en parkaanleg      |
| Huis te Hoevelaken: koetshuis annex dienstwoning | Erfscheiding              | 1873                                 |                               | Westerdorpsstraat bij 68 | 52° 10' 33" NB, 5° 26' 39" OL | 512216 | Huis te Hoevelaken: koetshuis annex dienstwoning         |
| Huis te Hoevelaken: voormalige tuinmanswoning met garage | Tuin, park en plantsoen   | ca. 1937                             | M.A. van Nieukerken           | Westerdorpsstraat 70     | 52° 10' 27" NB, 5° 26' 38" OL | 512221 | Huis te Hoevelaken: voormalige tuinmanswoning met garage |
| Huis te Hoevelaken: toegangshekken | Bijgebouwen kastelen enz. | ca. 1922                             |                               | Westerdorpsstraat bij 68 | 52° 10' 32" NB, 5° 26' 39" OL | 512222 | Huis te Hoevelaken: toegangshekken                       |
| Huis te Hoevelaken: moestuinmuur | Bijgebouwen kastelen enz. |                                      |                               | Westerdorpsstraat bij 68 |                               | 529435 | Upload foto                                              |
| Huis te Hoevelaken: rentmeesterswoning | Bijgebouwen kastelen enz. | tweede helft 19e eeuw                |                               | Hoevelakense Boslaan 2   | 52° 11' 3" NB, 5° 26' 33" OL  | 529436 | Upload foto                                              |